# جیمز والس بلک
جیمز والس بلک (انگلیسی: James Wallace Black; ۱۰ فوریهٔ ۱۸۲۵ – ۵ ژانویهٔ ۱۸۹۶) از اولین عکاسان آمریکایی بود که به نوآوری معروف شده بود.

## زندگی‌نامه
او در ۱۰ فوریه ۱۸۲۵ در فرانسستون، نیوهمپشایر به دنیا آمد. پس از اینکه شانس خود را به عنوان یک نقاش در بوستون امتحان کرد، به عکاسی روی آورد و در شروع به عنوان یک صیقل‌دهنده بشقاب داگرئوتیپ وارد حرفه عکاسی شد. او با جان آدامز ویپل، عکاس و مخترع پرکار بوستون همکاریش را شروع کرد. عکس بلک از جان براون که در سال ۱۸۵۹، سال قیام او در هارپرز، ویرجینیای غربی، اکنون در نگارخانه ملی پرتره، مؤسسه اسمیتسونین است.
در مارس ۱۸۶۰، زمانی که والت ویتمن برای نظارت بر حروف‌چینی نسخه ۱۸۶۰ نوشته خود در بوستون بود، بلک عکسی از والت ویتمن شاعر گرفت. استودیوی بلک در خیابان ۱۷۳ واشنگتن کمتر از یک بلوک با شرکت انتشاراتی «تایر و الدریج» فاصله داشت که ظاهراً این عکس را برای تبلیغ نسخه ۱۸۶۰ سفارش داده بود.
در ۱۳ اکتبر ۱۸۶۰، دو سال پس از آن که نادار عکاس فرانسوی اولین آزمایش‌های خود را در پرواز با بالون انجام داد. بلک اولین عکس‌های هوایی موفق را در ایالات متحده با همکاری ساموئل آرچر کینگ ناوبر بالون بر روی بالون هوای گرم کینگ، ملکه، انجام داد. از هوا او از بوستون از یک بالن هوای داغ در ارتفاع ۱۲۰۰ فوتی (۳۷۰متری) عکس گرفت و ۸ صفحه نگاتیو شیشه‌ای به ابعاد ۱۰+۱/۱۶ در ۷+۱۵⁄۱۶ اینچ (۲۵۶ میلی متر × ۲۰۲ میلی متر) گرفت که وقتی آنرا چاپ کردند عکسی از بوستون، همانطور که عقاب و غاز وحشی می‌بینند، نمایان شد. این اولین تصویر واضح هوایی از یک شهر بود.
تقریباً بلافاصله، شناسایی هوایی توسط ارتش‌های اتحادیه و کنفدراسیون در طول جنگ داخلی آمریکا مورد استفاده قرار گرفت، اگرچه هیچ مدرک معتبری مبنی بر موفقیت‌آمیز بودن عکسبرداری هوایی وجود ندارد.
او در ۵ ژانویه ۱۸۹۶ درگذشت و در قبرستان مونت آبرن در کمبریج، ماساچوست به خاک سپرده شد.

## نگارخانه

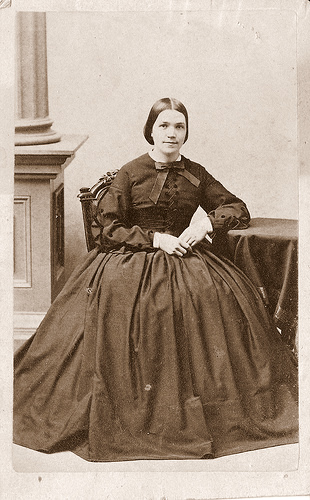
سارا فولر، دهه ۱۸۶۰
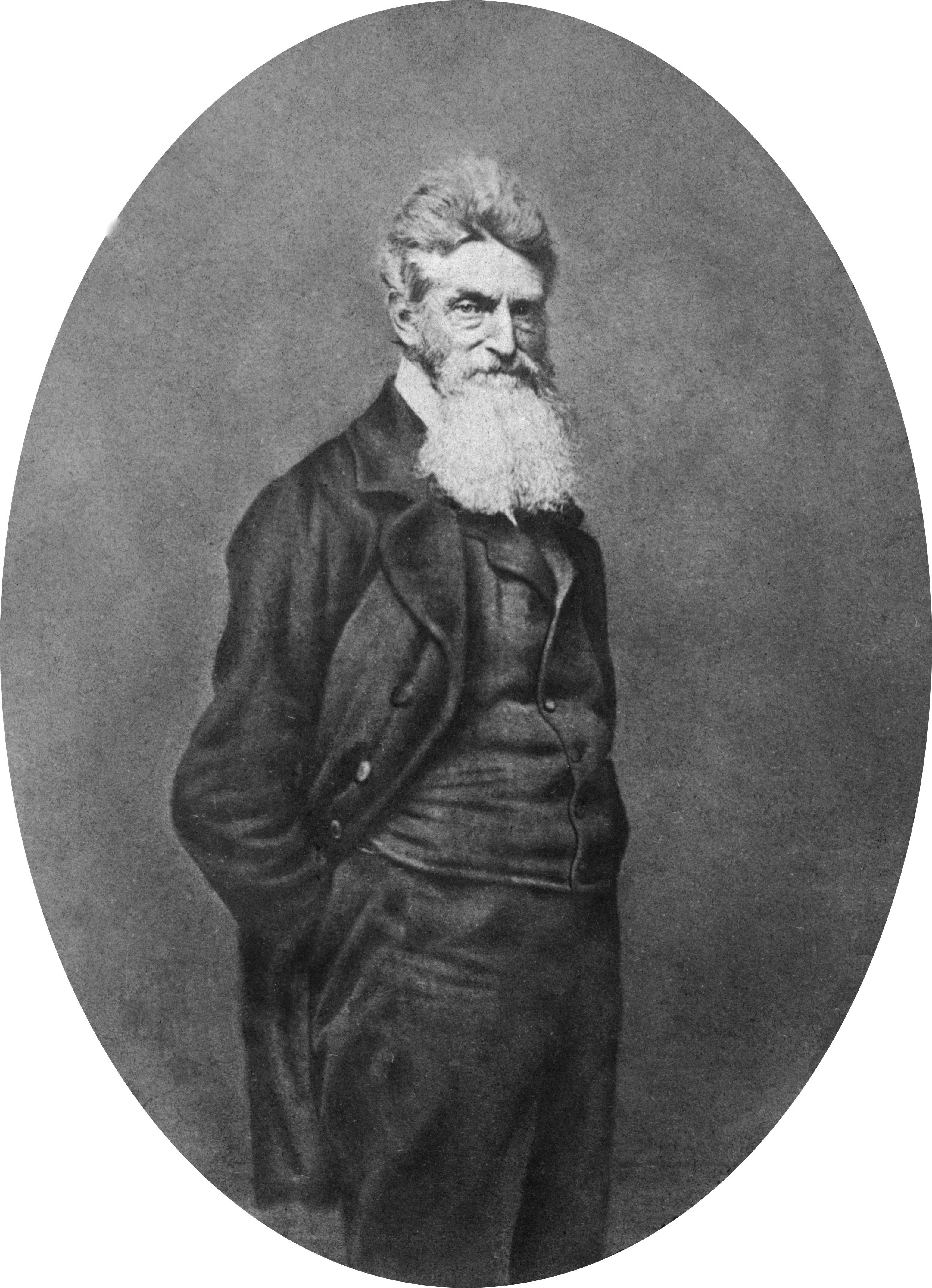
جان براون ۱۸۵۹
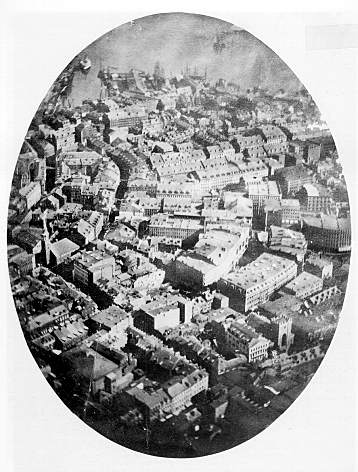
عکس ۱۸۶۰ از بوستون که توسط والاس از یک بالون بسته گرفته شده است
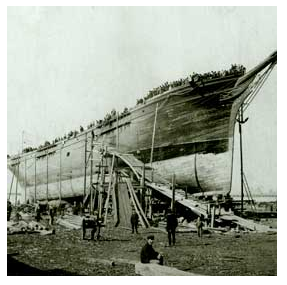
شکوه دریاها در کشتی‌سازی دونالد مک کی، ۱۸۶۹
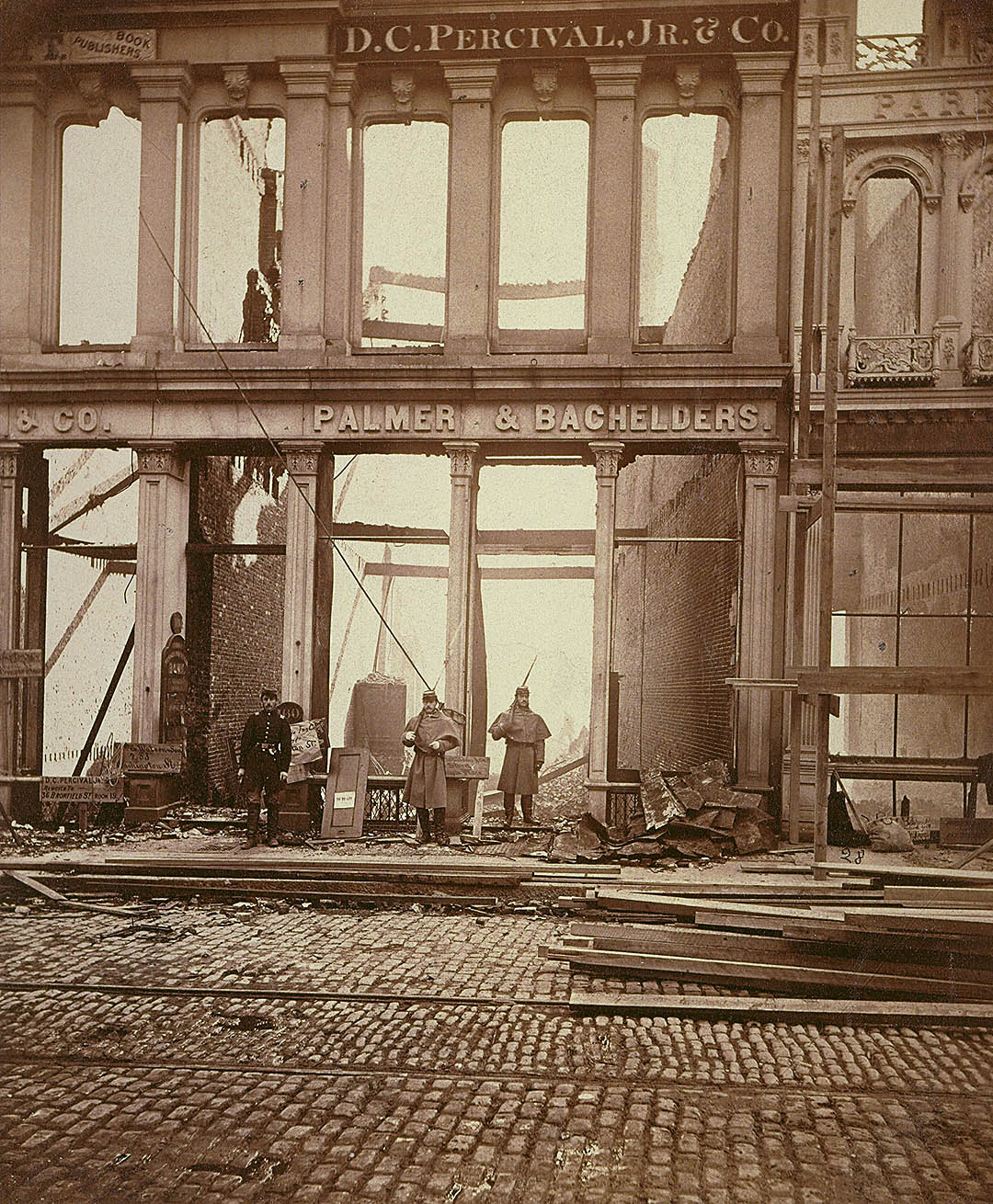
بعد از آتش‌سوزی بوستون، خیابان واشنگتن.